# Bruksela
Bruksela (fr. Bruxelles, Ville de Bruxelles; niderl. Brussel, Stad Brussel; niem. Brüssel, Stadt Brüssel) – stolica Belgii, miasto i gmina położone w środkowej części kraju nad rzeką Senne. Aglomeracja brukselska (w sensie geograficznym) prócz obszaru dwujęzycznego Regionu Stołecznego Brukseli, w skład którego wchodzi Okręg Stołeczny Brukseli, obejmuje także pewną liczbę gmin flamandzkich. Siedziba administracyjna Regionu Flamandzkiego. Pod względem liczby mieszkańców jest największym miastem regionu stołecznego.
Bruksela jest siedzibą króla i parlamentu belgijskiego, a ponadto jest siedzibą instytucji Unii Europejskiej, NATO i Euroatomu. Ważny ośrodek handlowy, bankowo-finansowy i kulturalno-naukowy kraju. Siedziba Królewskich Muzeów Sztuk Pięknych, Królewskiej Akademii Sztuki (zał. 1711), Biblioteki Królewskiej (zał. 1837); dwóch uniwersytetów (ULB i VUB), konserwatorium i instytutów naukowo-badawczych, teatrów, ponad 30 muzeów.

## Historia
Pierwsze wzmianki o mieście pochodzą z 966, wtedy była to osada obronna. Później Bruksela była stolicą krainy historycznej Brabancji.
Od XIII w. miasto rozwijało się jako znaczący i prężny ośrodek tkactwa oraz ważny przystanek na szlaku handlowym z Brugii do Kolonii. Powstało wówczas dzisiejsze centrum miasta z rynkiem - La Grand Place.
W 1695 miasto poważnie ucierpiało w wyniku najazdu króla Francji, Ludwika XIV.

Austriacki minister pełnomocny w 1769 założył w Brukseli Towarzystwo Literackie (Literarische Gesellschaft), które było zaczątkiem przyszłej Belgijskiej Akademii Nauk.

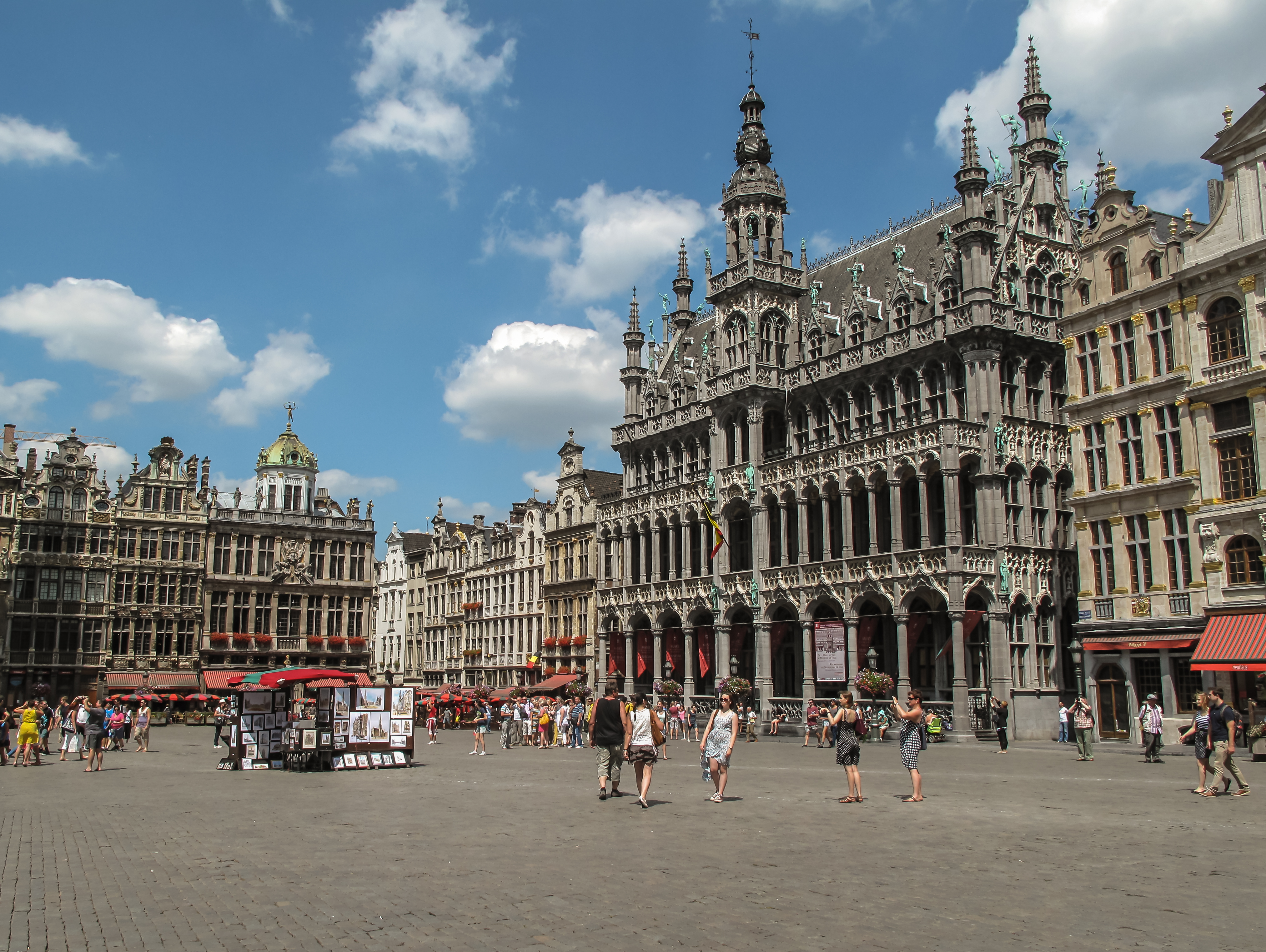
Grand Place

W 1830 Bruksela została stolicą niepodległej Belgii. Rok później król Leopold I nakazał wyburzenie murów obronnych i rozbudowę miasta. Rozwój ten kontynuował jego następca, Leopold II.
W latach 60. XIX w. burmistrz Jules Anspach zapoczątkował wielką „sanację” i przebudowę miasta. Dokonano wyburzeń zabudowy wzdłuż rzeki Senne, jej kanalizacji; przebito (na wzór „bulwarów” Haussmanna) szeroką ulicę między dworcami Midi i Nord, zbudowano Giełdę, stworzono nową dzielnicę Notre-Dame-aux-Neiges (Onze-Lieve-Vrouw-ter-Sneeuwwijk), przedłużono Aleję Luizy (Avenue Louise / Louizalaan), Rue de la Régence (Regentschapsstraat) i Rue Belliard (Belliardstraat), stworzono park Cinquantenaire (Jubelpark). Stworzono nowy system dystrybucji wody i gazu. Starania drugiego kolejnego burmistrza, Karela Bulsa, pozwoliły jednak na ocalenie znacznej części historycznych zabudowań.
W czasie II wojny światowej Bruksela ucierpiała w wyniku bombardowań z lat 1940 oraz 1943-1944.
Po wojnie miasto stało się centrum zjednoczonej Europy; od 1958 mieści się tutaj siedziba EWG, późniejszej Wspólnoty Europejskiej. W 1967 została tu również przeniesiona z Paryża kwatera główna NATO.
Do XIX wieku Bruksela była miastem, w którym dominującą rolę odgrywały dialekty języka flamandzkiego. Po uzyskaniu przez Belgię niepodległości, językiem urzędowym był język francuski, a napływ urzędników oraz klasy wyższej do nowej stolicy spowodował stopniową frankofonizację Brukseli. Dziś w Brukseli obowiązują dwa języki urzędowe: język francuski i język niderlandzki, jednak ludność stolicy posługuje się głównie językiem francuskim. Flamandzki jest używany tylko przez kilka procent populacji. W wyniku masowej imigracji po II wojnie światowej w stolicy Belgii mieszka również wiele osób posługujących się m.in. językami arabskim i tureckim oraz duża liczba pracowników instytucji międzynarodowych, tj. Unii Europejskiej, którzy używają na co dzień języka angielskiego.
W 2000 roku Bruksela została wybrana Europejską Stolicą Kultury.
W marcu 2016 w Brukseli miały miejsce zamachy bombowe przeprowadzone przez terrorystów z tzw. Państwa Islamskiego, w których zginęły 34 osoby.

## Zabytki i turystyka

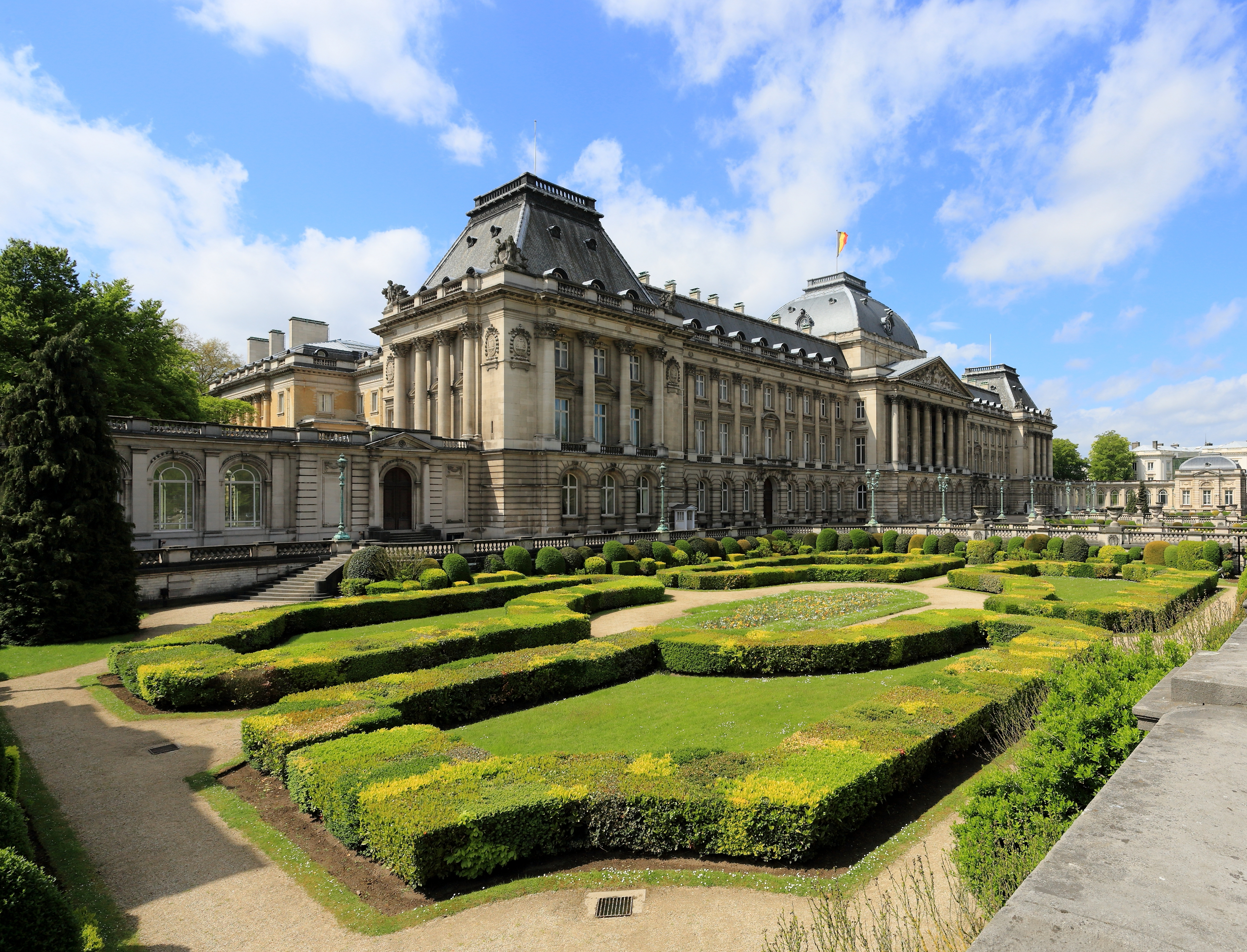
Pałac Królewski

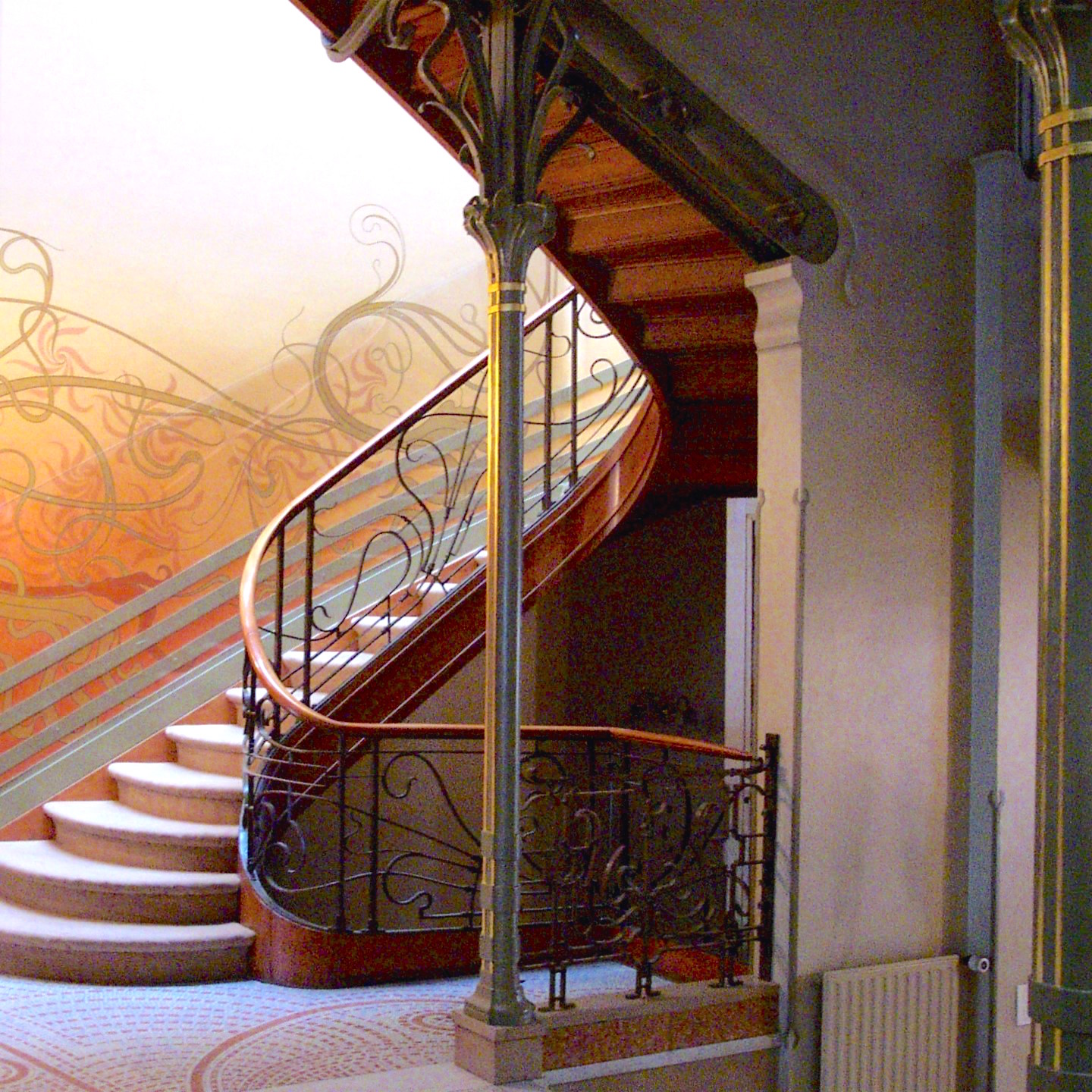
Hôtel Tassel Victora Horty, wpisany na listę Światowego Dziedzictwa UNESCO

- La Grand Place / Grote markt będący historycznym centrum miasta z kamienicami z XVIII w.
- Ratusz (Hôtel de ville de Bruxelles / Stadhuis van Brussel) w stylu gotyckim ukończony w 1459
- Maison du Roi / Broodhuis (Dom Króla) z XIX w., w którym obecnie znajduje się Muzeum Miejskie Brukseli (Musée de la ville de Bruxelles / Museum van de Stad Brussel), między innymi z ceramiką i wyrobami ze srebra
- Królewski Pasaż św. Huberta (Galeries royales Saint-Hubert / Koninklijke Sint-Hubertusgalerijen)) z 1847 ze sklepami, galeriami, kafejkami i restauracjami. 8 kwietnia 2008 zgłoszony na listę światowego dziedzictwa UNESCO
- Pałac Królewski (Palais royal de Bruxelles / Koninklijk Paleis van Brussel) z XIX w.
- Pałac Narodu (Palais de la Nation / Paleis der Natie)) – siedziba parlamentu
- Park Brukselski (Parc de Bruxelles / Warandepark) z XVIII w.
- Katedra św. Michała i św. Guduli (Cathédrale Saints-Michel-et-Gudule / Kathedraal van Sint-Michiel en Sint-Goedele) z XIII-XVI w., słynie z witraży
- Kościół Notre-Dame du Sablon (Notre-Dame du Sablon de Bruxelles / Onze-Lieve-Vrouw-ter-Zavelkerk) zbudowany w stylu gotyku brabanckiego; znajduje się w dzielnicy Sablon
- Czarna Wieża (Tour Noire / Zwarte Toren), którą jest pozostałością średniowiecznych fortyfikacji miejskich
- Brama Halle (Porte de Hal /  Hallepoort), średniowieczna brama miejska
- Manneken pis, jeden z symboli miasta, czyli figurka siusiającego chłopca z 1619. Żeńskim odpowiednikiem chłopca jest Jeanneke Pis, figurka z 1987
- Hôtel Ravenstein (De Clèves-Ravensteinhuis) z XV w. w stylu burgundzkim
- park Cinquantenaire (Parc du Cinquantenaire / Jubelpark) z 1880 z łukiem triumfalnym, Królewskim Muzeum Sił Zbrojnych i Historii Militarnej (Musée royal de l'Armée et de l'Histoire militaire / Koninklijk Museum van het Leger en de Krijgsgeschiedenis), Muzeami Sztuki i Historii (Musées royaux d'Art et d'Histoire / Koninklijke Musea voor Kunst en Geschiedenis) oraz muzeum motoryzacji Autoworld
- Muzeum Instrumentów Muzycznych (Musée des Instruments de musique / Muziekinstrumentenmuseum) w budynku z 1899 w stylu secesyjnym
- Kościół św. Jana Baptysty Zakonu Beginek (Saint-Jean-Baptiste-au-Béguinage / Sint-Jan Baptist ten Begijnhofkerk) z 1676 w stylu baroku flamandzkiego
- kamienice architekta Victora Horty w stylu secesyjnym
- Kościół Świętych Jana i Etienne (Saints-Jean-et-Étienne-aux-Minimes / Sint-Jans en Sint-Stevenskerk der Miniemen)
- Kościół św. Jana Chrzciciela (Saint-Jean-Baptiste-au-Béguinage / Sint-Jan Baptist ten Begijnhofkerk) z 1657

W Brukseli znajdują się liczne przykłady architektury secesyjnej.

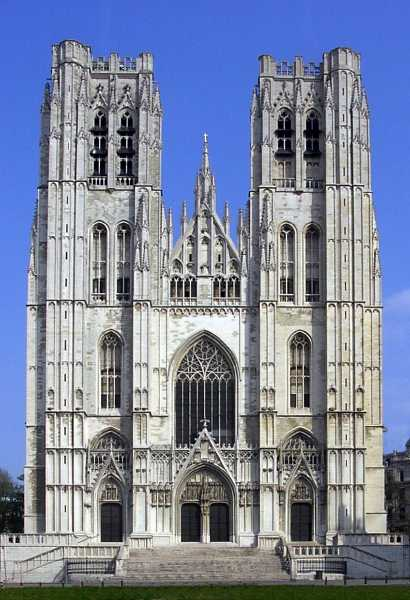
Katedra św. Michała i św. Guduli

### Muzea
- Królewskie Muzea Sztuk Pięknych (Musées royaux des Beaux-Arts / Koninklijke Musea voor Schone Kunsten) z największa kolekcją dzieł René Magritte’a
  - Muzeum Sztuki Dawnej (Musée Oldmasters / Old Masters Museum) – wystawia prace mistrzów malarstwa europejskiego: Cranacha Starszego, Bruegla, Rubensa, van Dycka, Boscha.
  - Muzeum Sztuki Nowoczesnej (Musée royal d'Art moderne / Modern Museum) – ma w swych zbiorach malarstwo XIX- i XX-wieczne (np. Gauguina, Matisse’a, Degasa i Dalego)
- Palais des Beaux-Arts (Paleis voor Schone Kunsten)
- Dom Historii Europejskiej (Maison de l'histoire européenne / Huis van de Europese Geschiedenis)
- Parlamentarium (Parlementarium)
- Muzeum Instrumentów Muzycznych (Musée des Instruments de musique / Muziekinstrumentenmuseum)
- Królewskie Muzeum Armii i Historii Militarnej (Musée royal de l'Armée et de l'Histoire militaire /Koninklijk Museum van het Leger en de Krijgsgeschiedenis)
- Królewskie Muzea Sztuki i Historii (Musées royaux d'Art et d'Histoire / Koninklijke Musea voor Kunst en Geschiedenis)
- Belgijskie Centrum Komiksu (Centre belge de la bande dessinée / Belgisch Stripcentrum)
- Muzeum Zabawek (Musée du jouet / Speelgoedmuseum)
- Muzeum Belgijskich Browarników (Musée des brasseurs Belges / Museum van de Belgische Brouwers)
- BELvue Museum.

### Atomium
Zbudowany z okazji Expo 1958, 103-metrowej wysokości model kryształu żelaza (powiększonego 150 miliardów razy). Składa się z 9 stalowych sfer o średnicy 18 m i łączących je 20 korytarzy, każdy o długości ok. 40 m. Na szczyt budowli można wjechać windą. Z okien najwyższej sfery widać panoramę Brukseli, a także Mini-Europę (Mini-Europe) – kompozycję miniaturowych obiektów z niektórych miast w Europie, która znajduje się w pobliskim Bruparcku, w dzielnicy Laeken. W innych znajdują się wystawy dotyczące mody, mebli i stylu życia lat 50. ubiegłego stulecia. Konstruktorem budowli jest André Waterkeyn. 

## Dzielnica Europejska

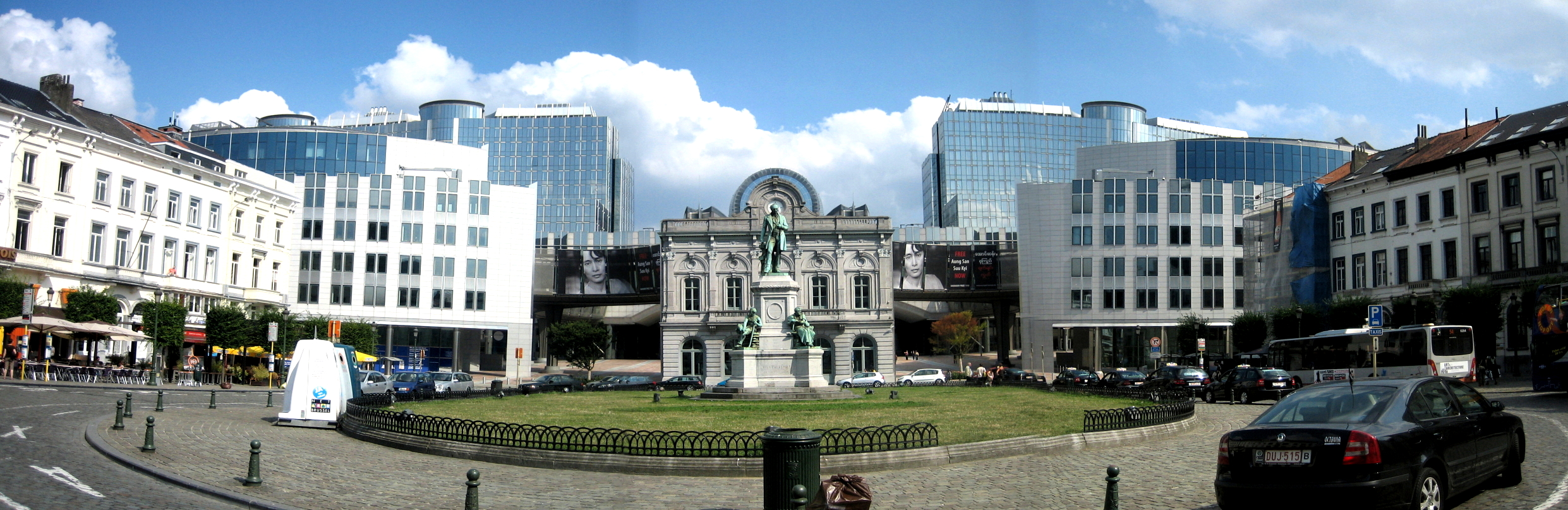
Plac Luksemburski, widoczny Espace Léopold – kompleks budynków Parlamentu Europejskiego

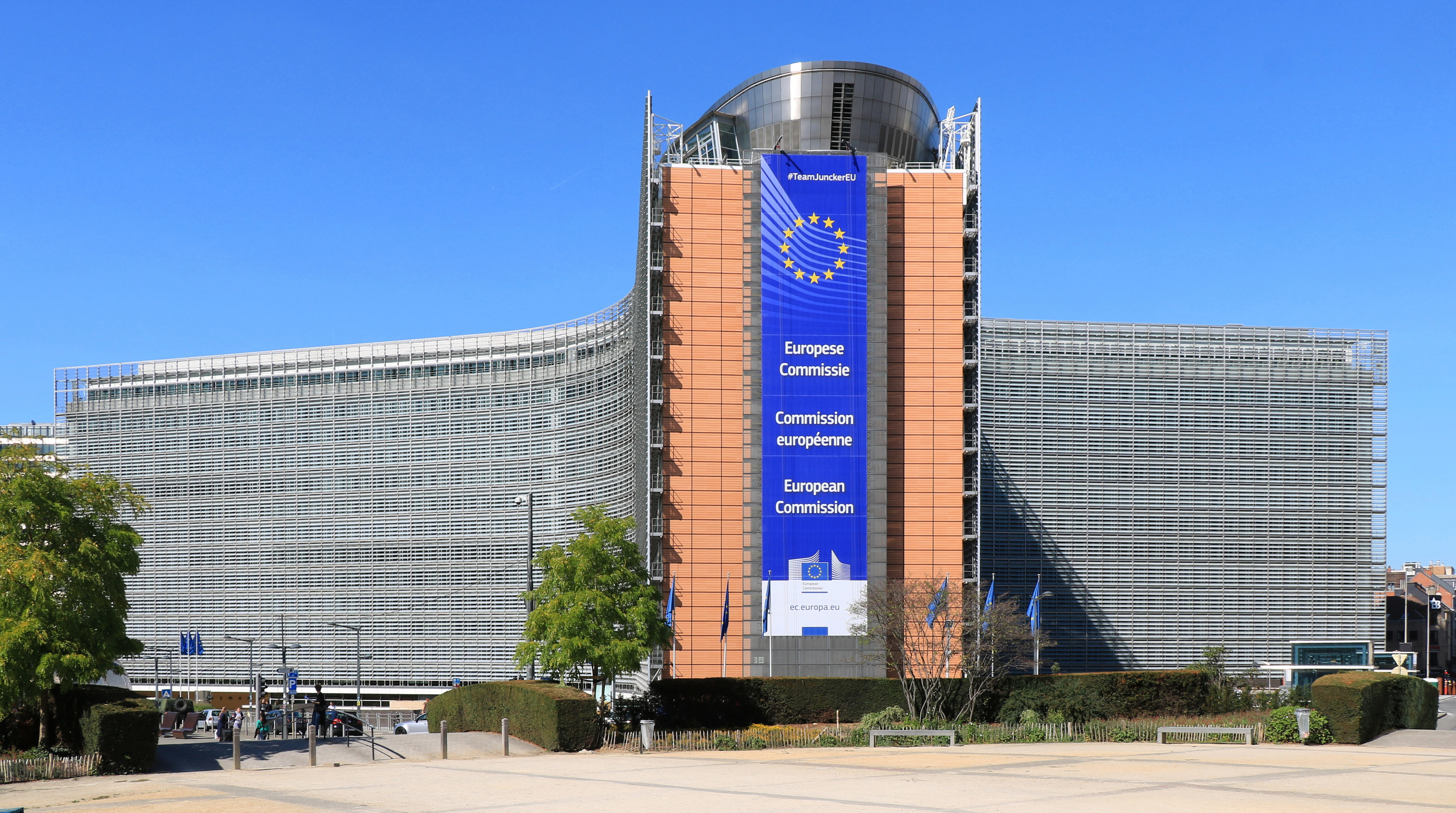
Budynek Berlaymont, siedziba Komisji Europejskiej

Dzielnica Europejska (Quartier européen / Europese Wijk) jest nieformalnym obszarem odpowiadającym w przybliżeniu głównemu wschodniemu obszarowi część dzielnicy Léopold (Leopoldswijk) i dzielnicy Quartier des Squares (Wijk van de Squares).
Parlament Europejski jest zlokalizowany w pobliżu Place du Luxembourg (Luxemburgplein), przy Espace Léopold (Leopoldruimte). Komisja Europejska, mieszcząca się w tzw. budynku Berlaymont, zlokalizowana jest przy placu Rond-point Schuman (Schumanplein) i parku Cinquantenaire. Znajduje się tu także Rada Europejska i budynek Europa.
Ta dzielnica obsługiwana jest przez dwie stacje metra, Schuman i Bruxelles-Luxembourg, które znajdują się pod ziemią. Przecinają ją także dwie linie brukselskiego metra, linia 1 i linia 5.

## Gospodarka
Duży ośrodek przemysłowy; m.in. włókiennictwa (wyrób koronek), montażu samochodów (Citroën,
Renault, Audi), piwowarstwa, hutnictwa metali nieżelaznych, elektroniki. Wielki ośrodek finansowo-handlowy (giełda, banki międzynarodowe).

## Transport

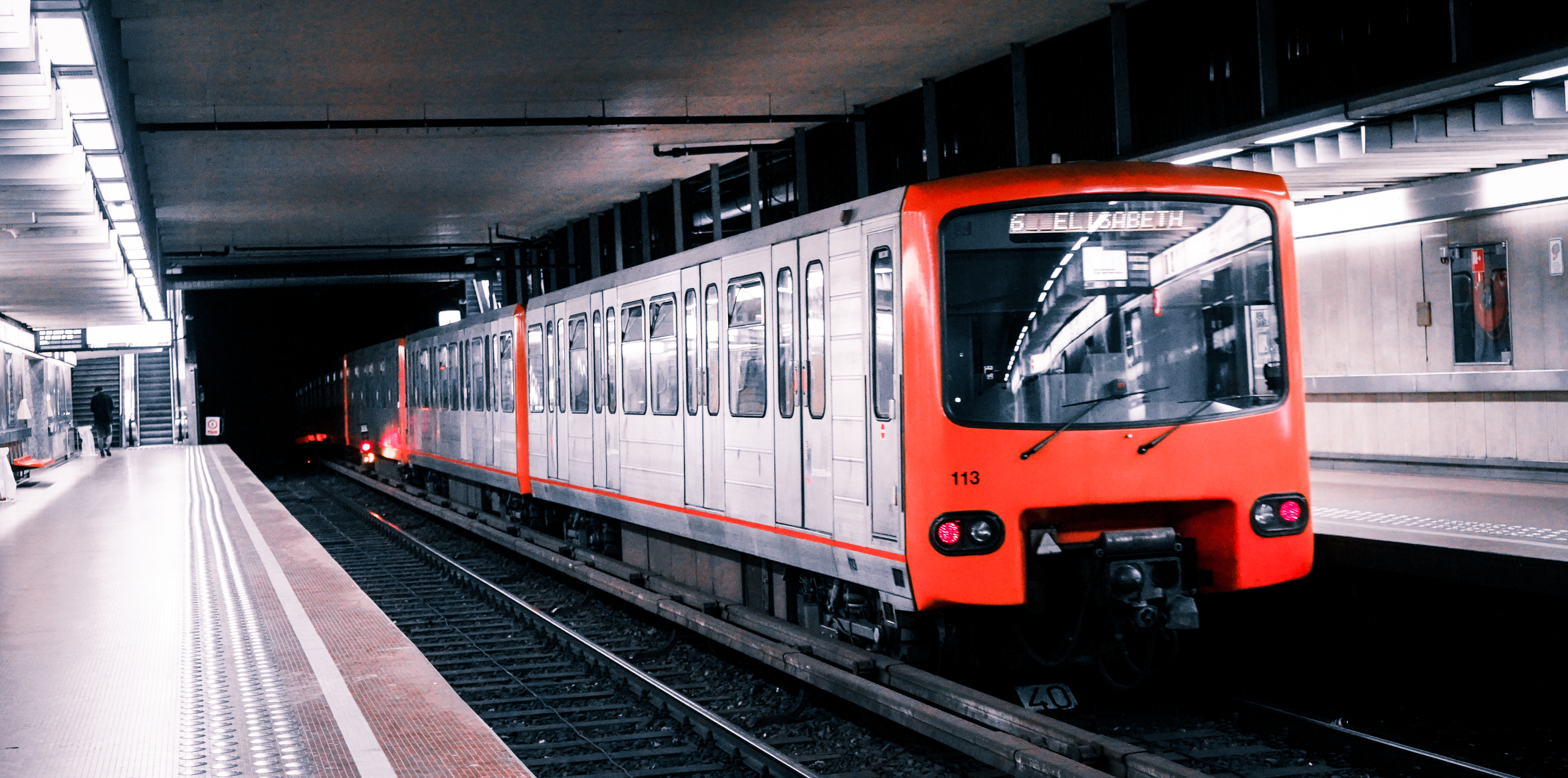
Metro w Brukseli

Węzeł kolejowy i drogowy oraz port śródlądowy, połączony kanałem z Antwerpią, cztery linie metra oraz dwie linie premetra (podziemny tramwaj).
Na podstawie zbieranych od 2006 danych producent urządzeń nawigacyjnych, firma TomTom w 2010 opublikowała informację, że wśród 59 miast Europy Bruksela posiada największy udział głównych dróg (37,7%), na których prędkość poruszania bywa mniejsza niż 70% ograniczenia prędkości.

## Sport
Na terenie miasta znajduje się Stadion Króla Baudouina I, wybudowany na miejscu wcześniejszego stadionu Heysel, na którym doszło do tragicznych zamieszek w 1985.
W latach 2011–2013 rozgrywany był na kortach Royal Primerose Tennis Club kobiecy turniej tenisowy Brussels Open.

## Język

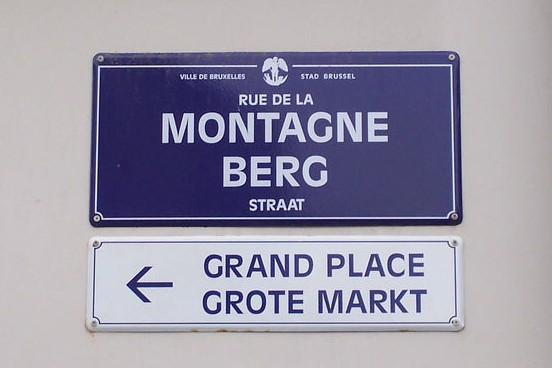
Dwujęzyczne francuskie i holenderskie znaki drogowe w Brukseli

Miasto Bruksela wraz z całym Regionem Stołecznym Brukseli posiada oficjalnie status obszaru dwujęzycznego, gdzie działają dwie wspólnoty językowe: flamandzka i francuska. Równoprawne języki urzędowe to francuski, którym posługuje się większość ludności (85-90%) oraz niderlandzki (10-15% ludności). Zasada dwujęzyczności jest ściśle przestrzegana m.in. w odniesieniu do nazw ulic, znaków drogowych, wszelkich oficjalnych obwieszczeń itp. Każda z grup językowych posiada odrębne szkoły, uczelnie, biblioteki, teatry.

## Kultura
Polska placówka kulturalna w mieście to Instytut Polski.

## Szkolnictwo
W Brukseli istnieje niderlandzkojęzyczna szkoła wyższa Hogeschool-Universiteit.

## Współpraca
Miejscowości partnerskie:
| - Aichi, Japonia - Atlanta, Stany Zjednoczone - Berlin, Niemcy - Brasília, Brazylia - Kinszasa, Demokratyczna Republika Konga - Lublana, Słowenia - Madryt, Hiszpania | - Montreal, Kanada - Moskwa, Rosja - Pekin, Chiny - Praga, Czechy - Tetuan, Maroko - Tirana, Albania - Waszyngton, Stany Zjednoczone |